# Насонов, Александр Юрьевич
Алекса́ндр Ю́рьевич Насо́нов (укр. Олександр Юрійович Насонов; род. 28 апреля 1992, Киев) — украинский футболист, защитник.

## Ранние годы
Футболом начинал заниматься с 8 лет в киевском «Динамо». В структуре этого клуба пробыл до 15 лет, выступая за школу «Отрадный». После того как обе динамовские школы объединили в одну, футболист не имел возможности играть в чемпионате Украины, поэтому перешёл в спортинтернат РВУФК. Через три месяца благодаря знакомому отца поступил в футбольную школу «Днепра» в Днепропетровске.

## Клубная карьера
После завершения обучения заключил контракт с «Днепром». В этой команде провёл три сезона в дубле. После прихода в «Днепр» Хуанде Рамоса, Насонов стал привлекаться к тренировкам с основной командой, но в Премьер-лиге так и не дебютировал. В 2012 году по предложению агента ушёл в аренду в луцкую «Волынь». В этой команде дебютировал в высшем дивизионе. После трёх месяцев игр на правах аренды, Насонов подписал с «Волынью» контракт на три года. После того, как в луцкой команде начались проблемы с финансированием и задолженность по зарплате перед футболистом, по его словам, составляла полгода, Насонов подал документы относительно расторжения контракта в палату споров. Контракт был расторгнут в одностороннем порядке.
Летом 2013 года заключил контракт с донецким «Металлургом». Через два года, в июле 2015 года, в статусе свободного агента вернулся в луцкую «Волынь». В команде взял 23 номер. 1 марта 2016 года покинул луцкий клуб.
В марте 2016 вместе с ещё одним украинцем Дмитрием Юсовым заключил годичный контракт с «Гранитом» (Мишакевичи, Беларусь).
Летом 2018 года стал игроком клуба «Арсенал-Киев».

## Международная карьера
С 2009 по 2011 годы играл за юношеские сборные Украины.
В 2012 году Павлом Яковенко был вызван в молодёжную сборную на Кубок Содружества, где сыграл в двух матчах, став вместе со сборной бронзовым призёром соревнований. Через год в составе «молодёжки» становился финалистом этого турнира.